# Де Векки, Артуро
Артуро Де Векки (итал. Arturo De Vecchi, 30 апреля 1898 — 6 января 1988) — итальянский фехтовальщик-саблист, призёр Олимпийских игр и чемпионатов мира.

## Биография
Родился в 1898 году в Мессине, но уже в детстве переехал в Неаполь, где изучал право и занимался фехтованием. В 1928 году принял участие в Олимпийских играх в Амстердаме, но занял лишь 7-е место в личном первенстве. В 1930 году завоевал серебряную медаль Международного первенства по фехтованию в Льеже. В 1931 году повторил этот результат на Международном первенстве по фехтованию в Вене (в 1937 году Международная федерация фехтования задним числом признала все проходившие ранее Международные первенства по фехтованию чемпионатами мира). В 1932 году стал обладателем серебряной медали командных соревнований по фехтованию на саблях Олимпийских игр в Лос-АНджелесе, а в личном первенстве стал 8-м.
Впоследствии был судьёй, чиновником.